# Grigory Margulis
Gregori Aleksandrovich Margulis (em russo:  Григорий Александрович Маргулис; Moscou, 24 de fevereiro de 1946) é um matemático russo.
Margulis foi eleito membro da Academia Nacional de Ciências dos Estados Unidos em 2001.
Recebeu o Prêmio Abel de 2020, juntamente com Hillel Fürstenberg, "por pioneirismo no uso de métodos da probabilidade e dinâmica em teoria dos grupos, teoria dos números e combinatória".

## Publicações selecionadas

### Livros
- Discrete subgroups of semisimple Lie groups, Ergebnisse der Mathematik und ihrer Grenzgebiete (3) [Results in Mathematics and Related Areas (3)], 17. Springer-Verlag, Berlin, 1991. x+388 pp. ISBN 3-540-12179-X MR1090825
- On some aspects of the theory of Anosov systems. With a survey by Richard Sharp: Periodic orbits of hyperbolic flows. Translated from the Russian by Valentina Vladimirovna Szulikowska. Springer Monographs in Mathematics. Springer-Verlag, Berlin, 2004. vi+139 pp. ISBN 3-540-40121-0 MR2035655

### Palestras
- Oppenheim conjecture.  Fields Medallists' lectures,  272--327, World Sci. Ser. 20th Century Math., 5, World Sci. Publ., River Edge, NJ, 1997 MR1622909
- Dynamical and ergodic properties of subgroup actions on homogeneous spaces with applications to number theory.  Proceedings of the International Congress of Mathematicians, Vol. I, II (Kyoto, 1990),  193--215, Math. Soc. Japan, Tokyo, 1991 MR1159213

### Artigos
- Explicit group-theoretic constructions of combinatorial schemes and their applications in the construction of expanders and concentrators.  (Russian)  Problemy Peredachi Informatsii  24  (1988),  no. 1, 51--60; translation in Problems Inform. Transmission 24 (1988), no. 1, 39--46
- Arithmeticity of the irreducible lattices in the semisimple groups of rank greater than 1, Invent. Math. 76 (1984), no. 1, 93--120 MR0739627
- Some remarks on invariant means, Monatsh. Math. 90 (1980), no. 3, 233--235 MR0596890
- Arithmeticity of nonuniform lattices in weakly noncompact groups.  (Russian) Funkcional. Anal. i Prilozen. 9 (1975), no. 1, 35--44
- Arithmetic properties of discrete groups,  Russian Math. Surveys 29 (1974) 107--165 MR0463353